# Verkehrspolizei (Deutschland)

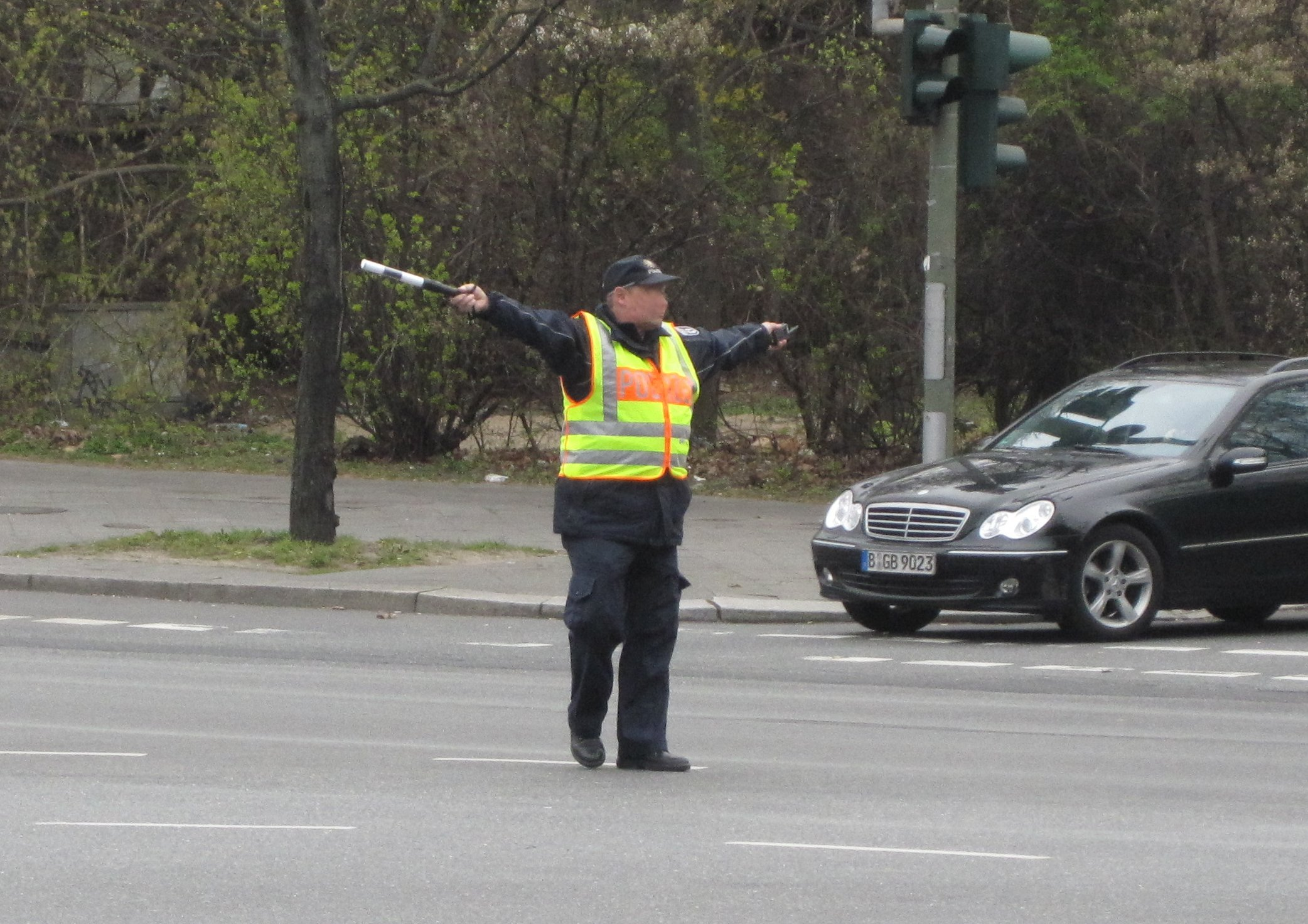
Verkehrspolizist mit Warnweste und Stab

Die Verkehrspolizei ist in Deutschland in der Regel Teil der Schutzpolizeien der Landespolizeien, der mit den Belangen des Straßenverkehrs befasst ist. Zumeist haben Verkehrspolizeien eine separate Aufbauorganisation, z. B. Verkehrspolizeidirektionen, Verkehrspolizeiinspektionen oder Autobahnpolizeistationen. In mehreren Ländern (z. B. Berlin) trägt die gesamte Verkehrspolizei die interne Bezeichnung Verkehrsdienst (abgekürzt VkD) bzw. Zentraler Verkehrsdienst (abgekürzt ZVkD).

## Geschichte
Früher trat die Verkehrspolizei vor allem an Kreuzungen in Erscheinung, an denen Verkehr geregelt werden musste. Mit der Verbreitung von Lichtzeichenanlagen hat diese Aufgabe an Bedeutung verloren.
Zusätzlich gab es in einigen Ländern die Zuständigkeit für die überörtliche Verkehrsüberwachung, so zum Beispiel die LKW-Kontrolle. Das Einsatzspektrum umfasste zudem weitere Verkehrsaufgaben, wie die Verkehrsregelung bei Großveranstaltungen, die Begleitung von Schwertransporten oder den Eskortendienst. 
Bereits in den frühen 1960er-Jahren wurde auch zivile Verkehrsüberwachung betrieben. Leistungsstarke Fahrzeuge waren mit zwei motorbetriebenen Fotoapparaten der Firma Robot ausgestattet, die schnelle Bilderserien von Verkehrsvorgängen fertigen konnten. Eine Kamera war auf den Fahrvorgang eingestellt, die zweite fotografierte dazu zeitkoordiniert einen separat (auf dem vorderen Kotflügel des Fahrzeuges) eingebauten Tachometer. Dieses, unter ständiger Verbesserung bis in die siebziger Jahre verwendete System, war ein Vorläufer der heutigen ProViDa-Anlagen.
In den 1950er- und 1960er-Jahren waren Verkehrspolizisten hauptsächlich mit dem Motorrad unterwegs. Eine Besonderheit waren in Baden-Württemberg die bundesweit bekannten „Rau-Reiter“ (Polizisten auf dem Motorrad), deren Name auf den damaligen Stuttgarter Polizeipräsidenten Paul Rau zurückzuführen ist. Ursprünglich versah die Verkehrspolizei ihren Dienst wegen der besseren Sichtbarkeit in weißer Uniform, daher rührt auch die Bezeichnung „Weiße Mäuse“. Noch heute wird in vielen Ländern im Verkehrsdienst die weiße statt der grünen oder blauen Schirmmütze getragen.

### Kommunale Behörden
Neben der Verkehrspolizei als Teil der Landespolizei gibt es in einigen deutschen Städten auch als Verkehrspolizei bezeichnete Abteilungen der Kommunalverwaltung, z. B. die Städtische Verkehrspolizei Frankfurt am Main als Teil des Straßenverkehrsamtes. Die dort tätigen Beschäftigten gelten landesrechtlich als Hilfspolizeibeamtinnen und Hilfspolizeibeamte. Hilfspolizeibeamtinnen und Hilfspolizeibeamte haben im Rahmen ihrer Aufgaben die Befugnisse von Polizeivollzugsbeamtinnen und Polizeivollzugsbeamten.

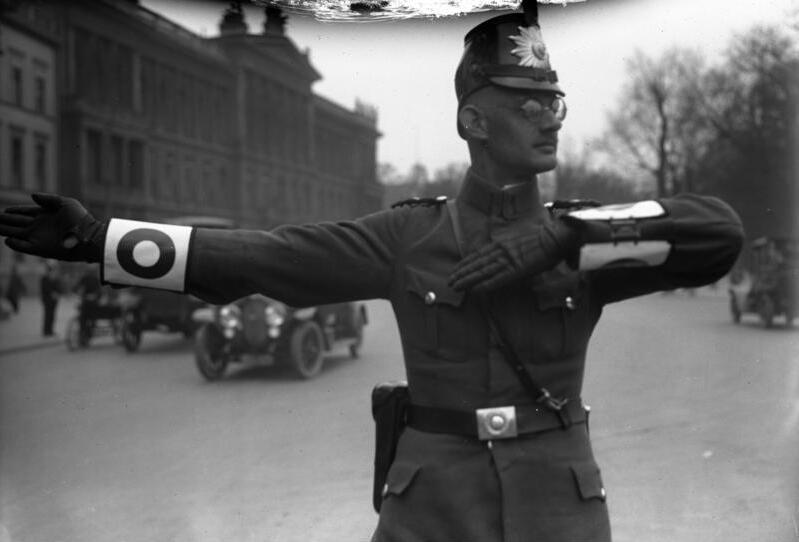
Verkehrspolizist in der Berliner Friedrich-Ebert-Straße vor der Amerikanischen Botschaft (Blücherpalais) (1925)
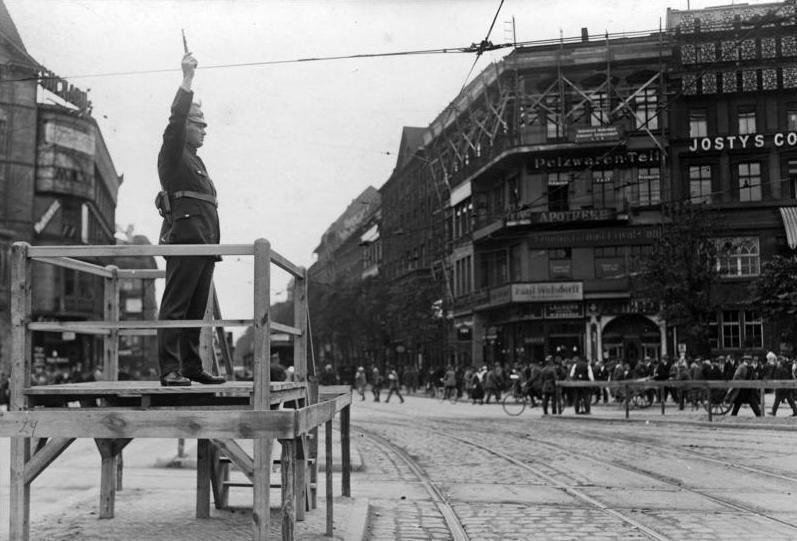
Verkehrspolizist in Berlin (1924)
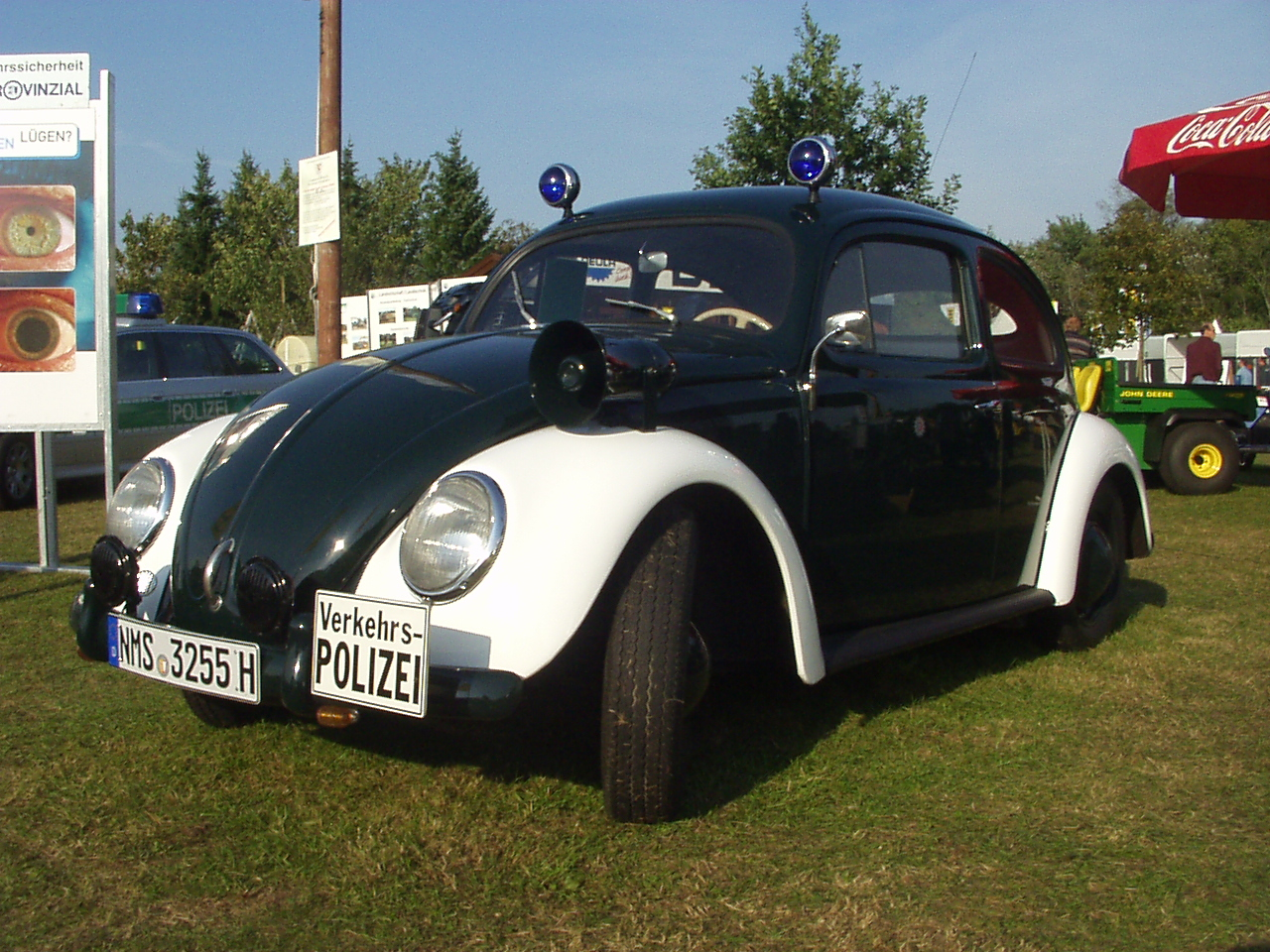
VW Käfer der Verkehrspolizei aus den 1950er Jahren
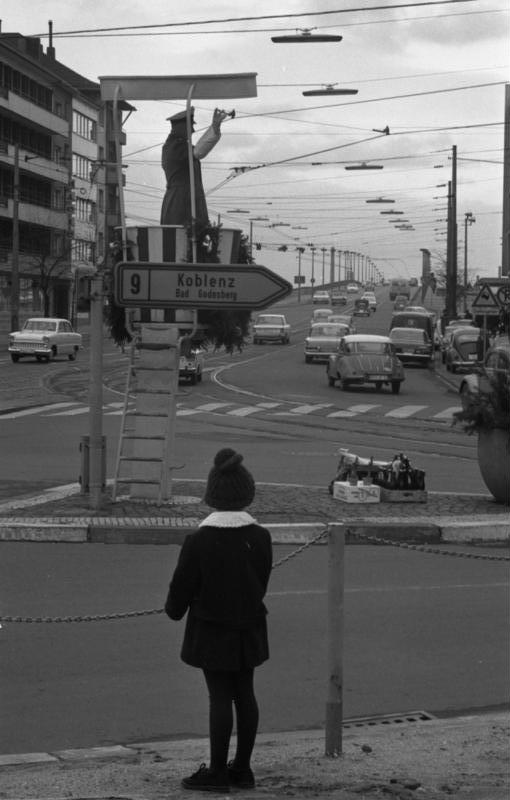
Weihnachtsgeschenke für Verkehrspolizisten, Bertha-von-Suttner-Platz (Bonn), 24. Dezember 1965
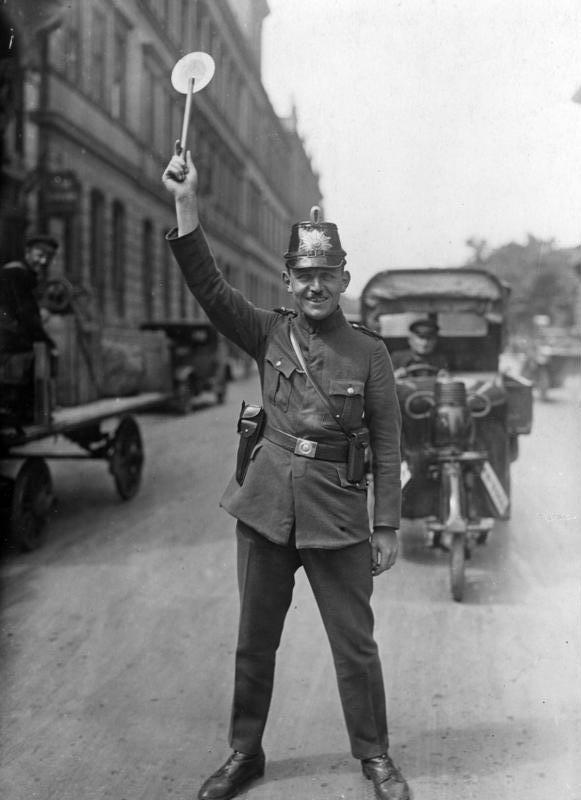
Verkehrsposten der Schutzpolizei (1924)
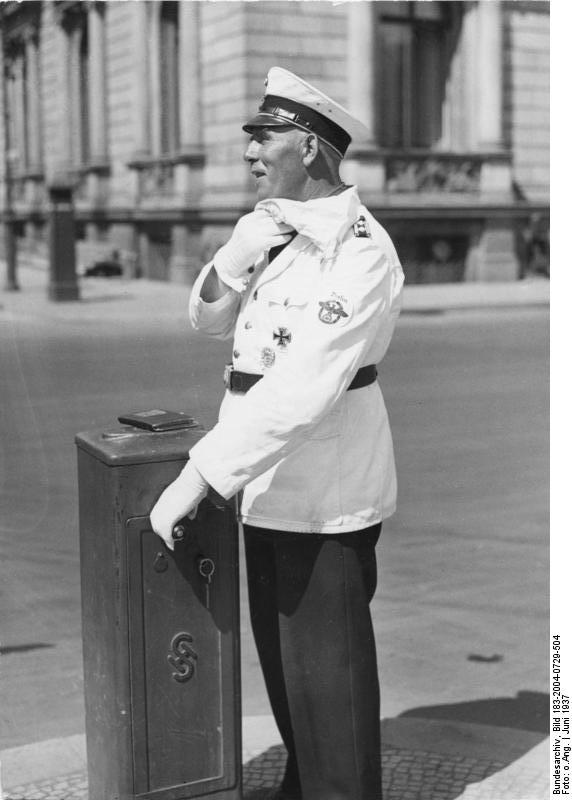
Nationalsozialistischer Verkehrspolizist (1937)
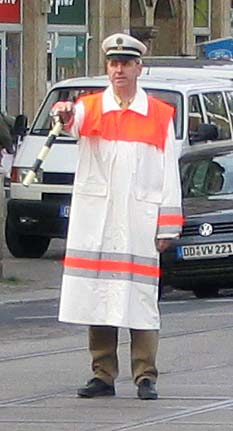
Ehemalige bundesdeutsche Verkehrspolizei-Uniform

## Tätigkeiten

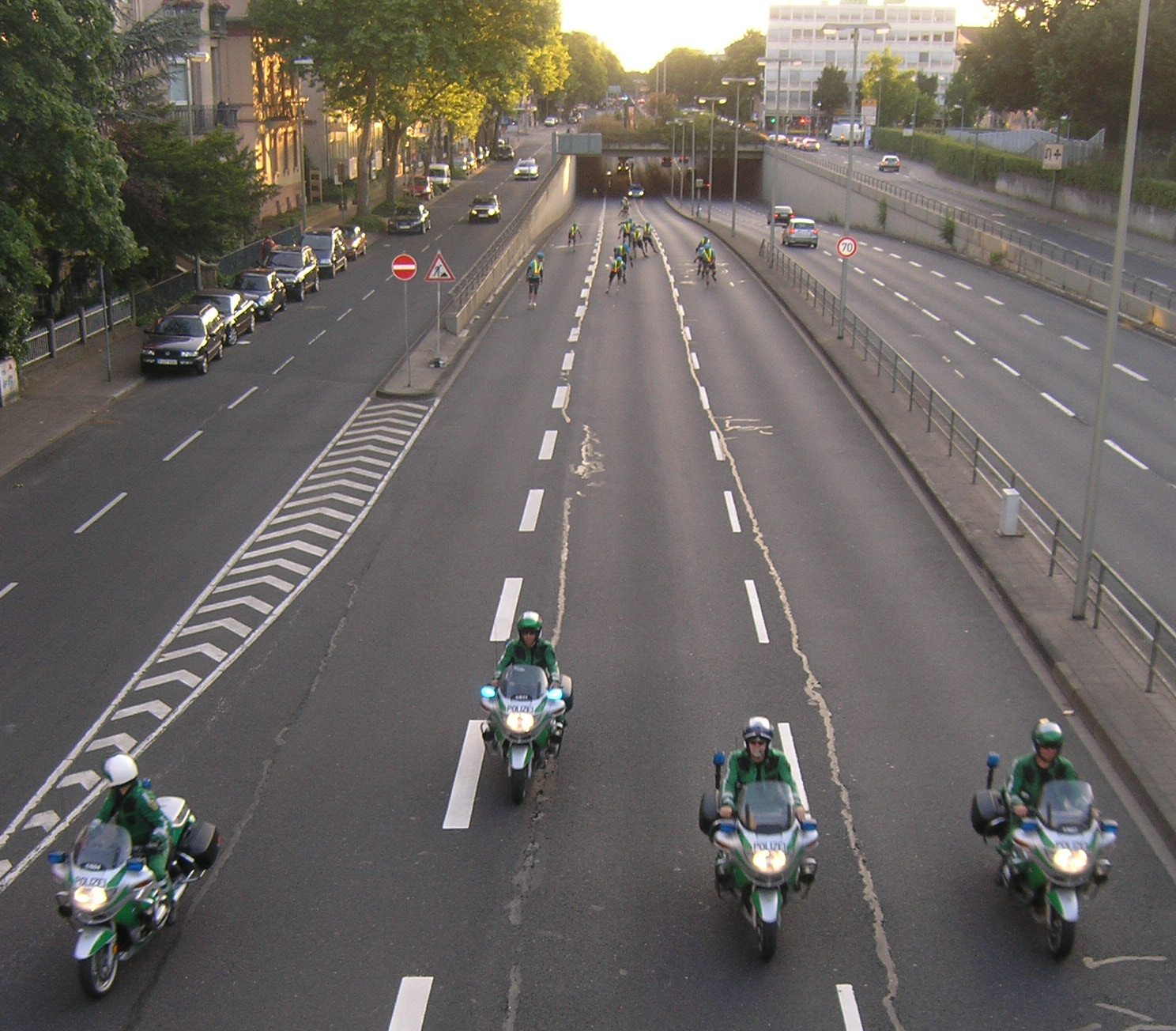
Motorradpolizisten eskortieren eine Sportveranstaltung

Die Hauptaufgaben der Verkehrspolizei sind 
- Überwachung des fließenden und ruhenden Verkehrs, einschließlich der Fahrzeuge, der Fahrzeugführer und der Beladung
- Verfolgung von Verkehrsordnungswidrigkeiten, Verkehrsstraftaten, Ordnungswidrigkeiten (z. B. nach dem Fahrpersonalgesetz, Güterkraftverkehrsgesetz, Personenbeförderungsgesetz oder nach den Sozialvorschriften im Straßenverkehr) einschließlich Endsachbearbeitung
- Verkehrsregelung, z. B. durch Verkehrsposten
- Begleitung von Staatsgästen (Eskorten, Straßensperren)
- Aufnahme und Bearbeitung von Verkehrsunfällen
- Verkehrserziehung (Verkehrsunterricht, Verkehrspuppentheater, Öffentlichkeitsarbeit, Zusammenarbeit mit der Verkehrswacht und den Schulen)[2]